# Mathias Joseph Gérard de Rayneval
Mathias-Joseph Gérard de Rayneval (25 février 1736 - 31 décembre 1812) est un juriste et diplomate français.

## Biographie
Né à Masevaux (Alsace), d'une famille originaire de Vagney dans les Vosges, il était frère de Conrad Alexandre Gérard, comme lui diplomate. Il fut  premier commis aux Affaires étrangères et eut, comme ministre  plénipotentiaire à Londres, une grande part au traité de commerce conclu avec l'Angleterre en 1786, dit traité Eden-Rayneval.
On lui doit les Institutions au Droit de la nature et des gens (1803 et 1832). Il est le père de Maximilien Gérard, comte de Rayneval, également diplomate.

## Source
- Marie-Nicolas Bouillet  et Alexis Chassang (dir.), « Mathias Joseph Gérard de Rayneval » dans Dictionnaire universel d’histoire et de géographie, 1878 (lire sur Wikisource)